# Typ-I-Stringtheorie
Die Stringtheorie vom Typ I ist eine der fünf Varianten der Superstringtheorien, welche in den 1980ern entwickelt wurden. Sie ist die einzige, die nicht nur auf geschlossenen, sondern auch auf offenen Strings basiert, aber auch die einzige Theorie, in der die Strings unorientiert sind. Die Superstringtheorie basiert, im Gegensatz zum Vorgängermodell, nur auf 10 Dimensionen anstatt auf 26.
In den 1990er Jahren konnte Edward Witten nachweisen, dass die Kopplungskonstante g im Typ I äquivalent ist zur Kopplungskonstante der SO(32)heterotischen Stringtheorie mit der Kopplungskonstante 1/g. Diese Tatsache bezeichnet man als S-Dualität, sie war der Schlüssel zu Wittens Ansatz der M-Theorie 1995.